# Exortus fuscomaculosus
Exortus fuscomaculosus är en insektsart som beskrevs av Doering 1938. Exortus fuscomaculosus ingår i släktet Exortus och familjen sköldstritar. Inga underarter finns listade i Catalogue of Life.